# Mutkov
Mutkov (en allemand : Mauzendorf) est une commune du district et de la région d'Olomouc, en République tchèque. Sa population s'élevait à 46 habitants en 2023.

## Géographie
Mutkov se trouve à 8 km au nord de Šternberk, à 16 km au nord-nord-est d'Olomouc, à 71 km à l'ouest d'Ostrava et à 207 km à l'est-sud-est de Prague.
La commune est limitée par Huzová au nord et à l'est, par Šternberk au sud, et par Paseka à l'ouest.

## Histoire
La première mention écrite de la localité date de 1320.

## Administration
La commune se compose de trois sections :
- Karlov
- Pasecký Žleb
- Paseka

## Transports
Par la route, Mutkov se trouve à 10,5 km de Šternberk, à 28,5 km d'Olomouc, à 95 km d'Ostrava et à 264 km de Prague.